# Diplomatengeld
Diplomatengeld war in der Zeit der UdSSR ein spezielles, nur an Diplomaten ausgegebenes Geld, dessen Nennwert und Stückelung dem Russischen Rubel entsprach. Verkauft wurde es weit über dem Wert des Rubel. Nur mit diesem konnte im staatlichen Berjoska-Geschäft (Diplomatengeschäft) eingekauft werden. Das Geld wurde in Form von Abreißblöcken ausgegeben. Jeder Block hatte ein Deckblatt, auf dem der Wert des Blockes vermerkt war. Im Laden wurden die entsprechenden Scheine aus dem Block getrennt und damit gezahlt. Heute sind sie nicht mehr in Gebrauch und haben nur noch Sammlerwert.

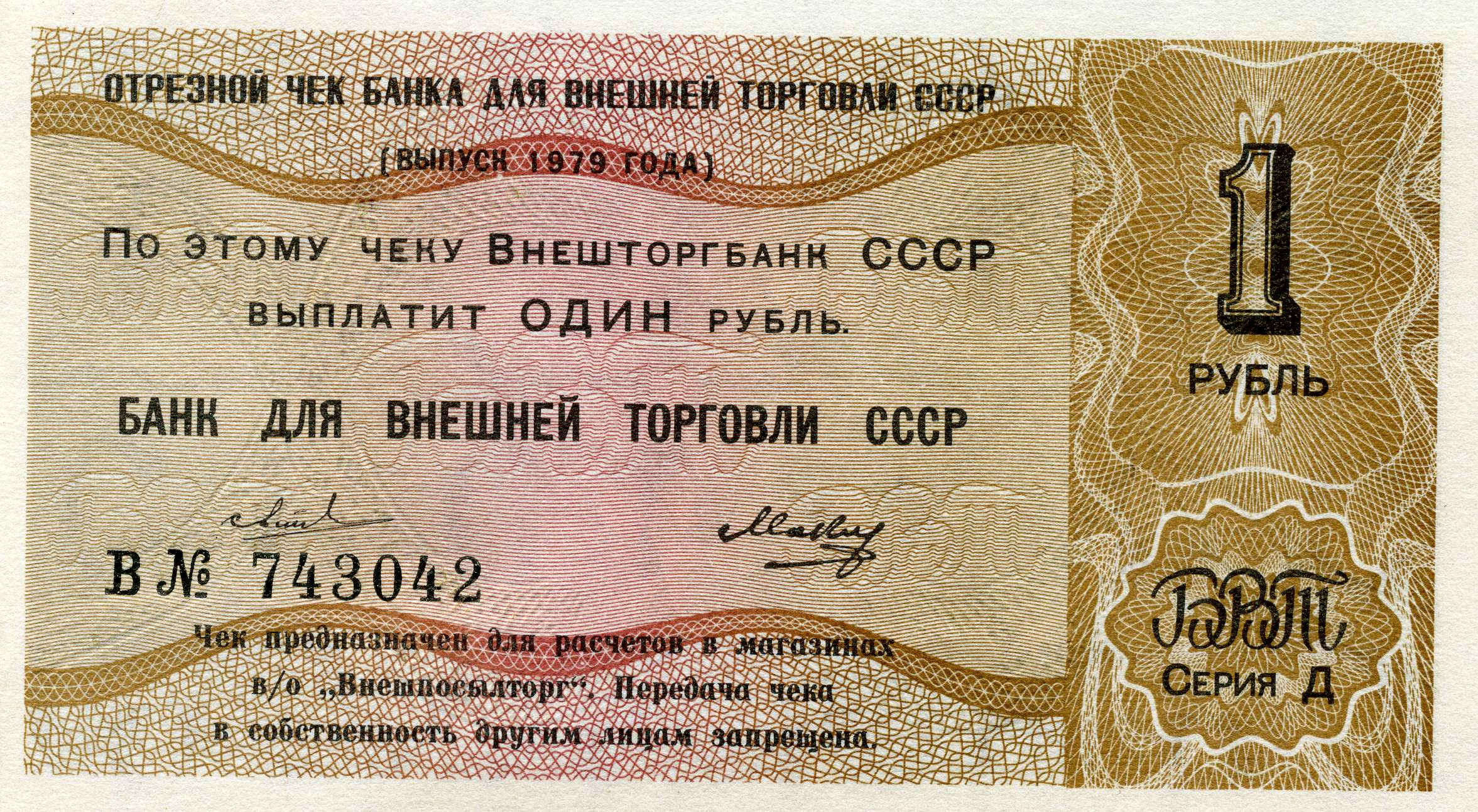
1 Rubel, alle 1979
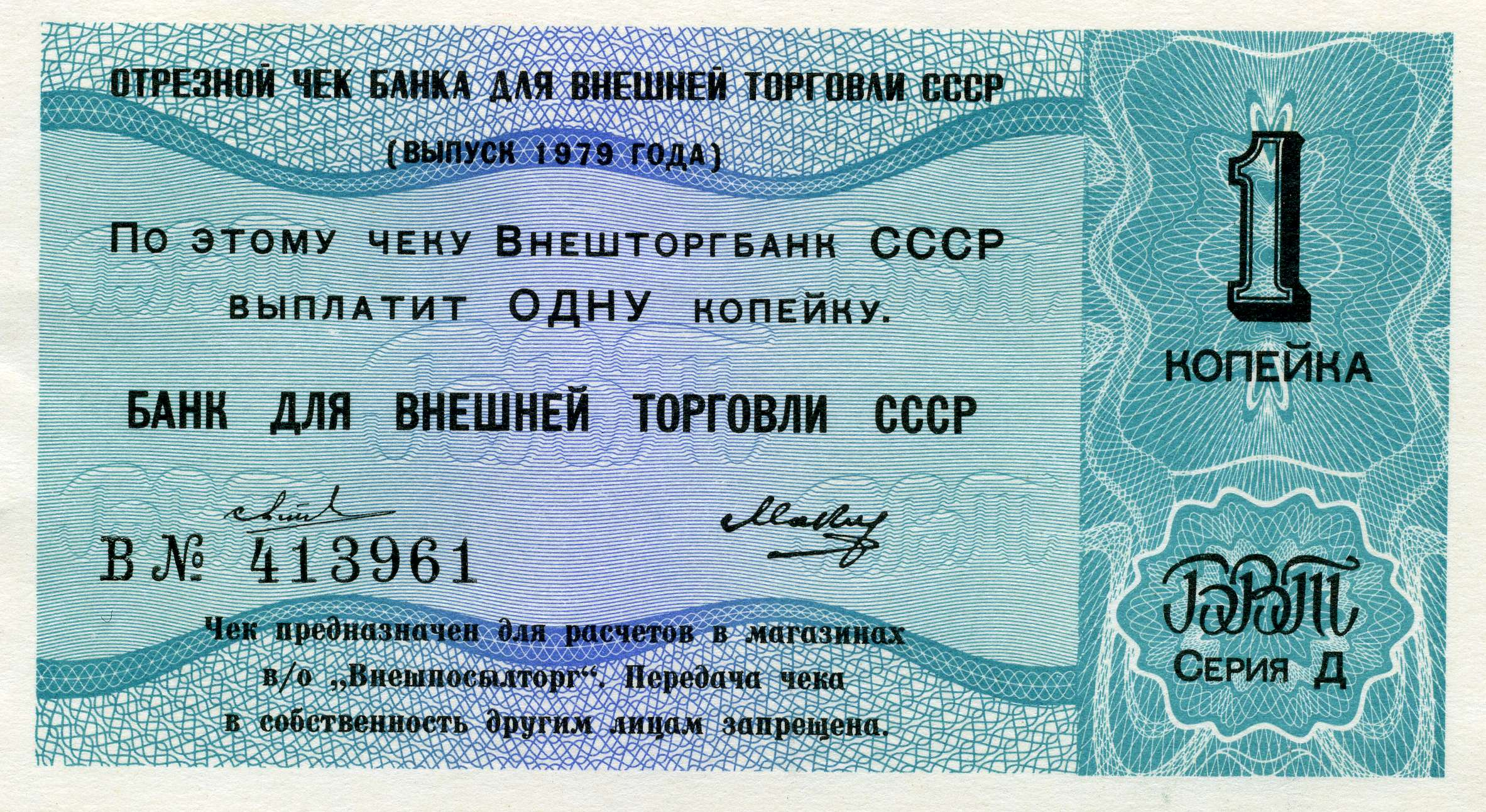
1 Kopeke
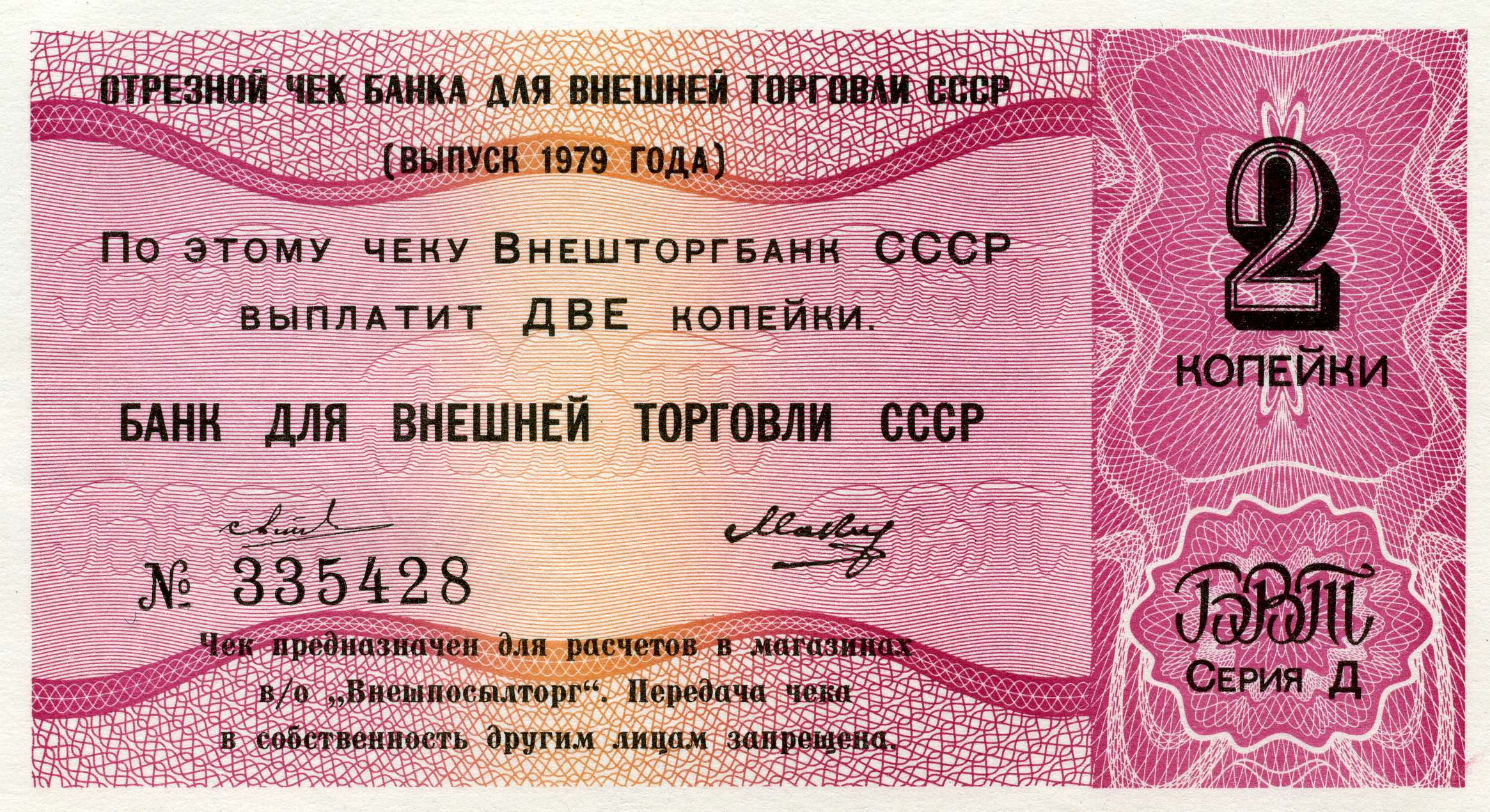
2 Kopeken
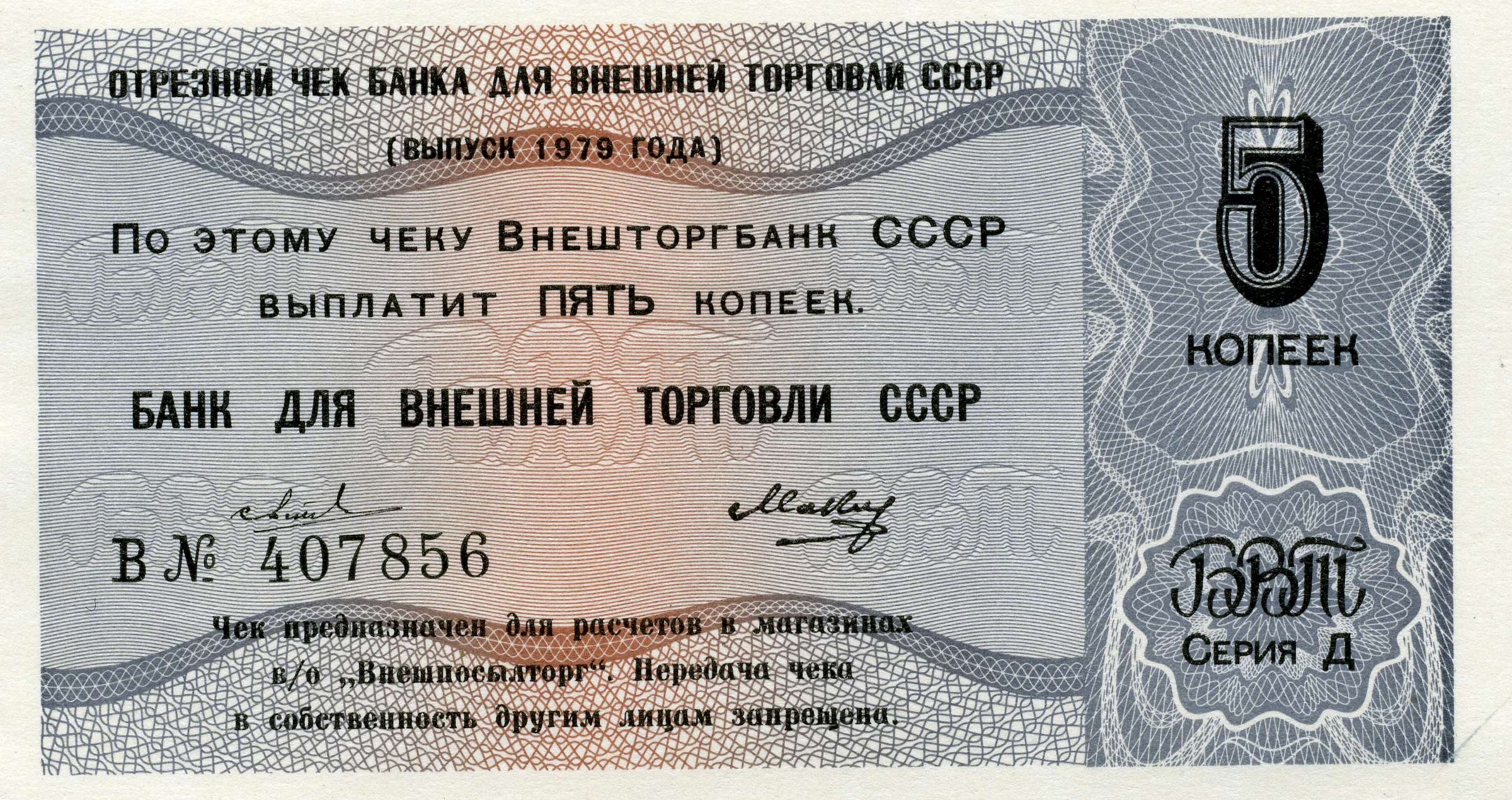
5 Kopeken
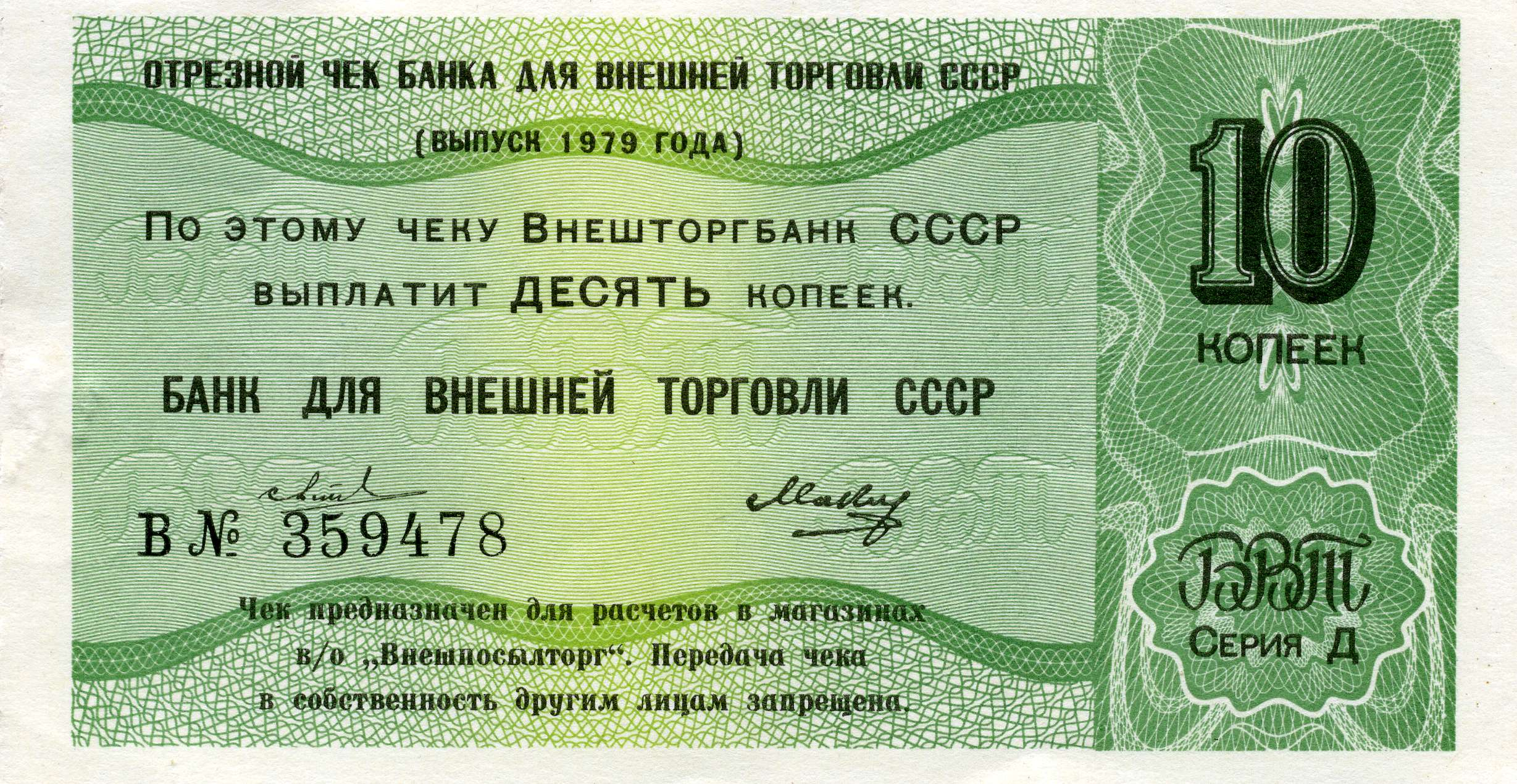
10 Kopeken
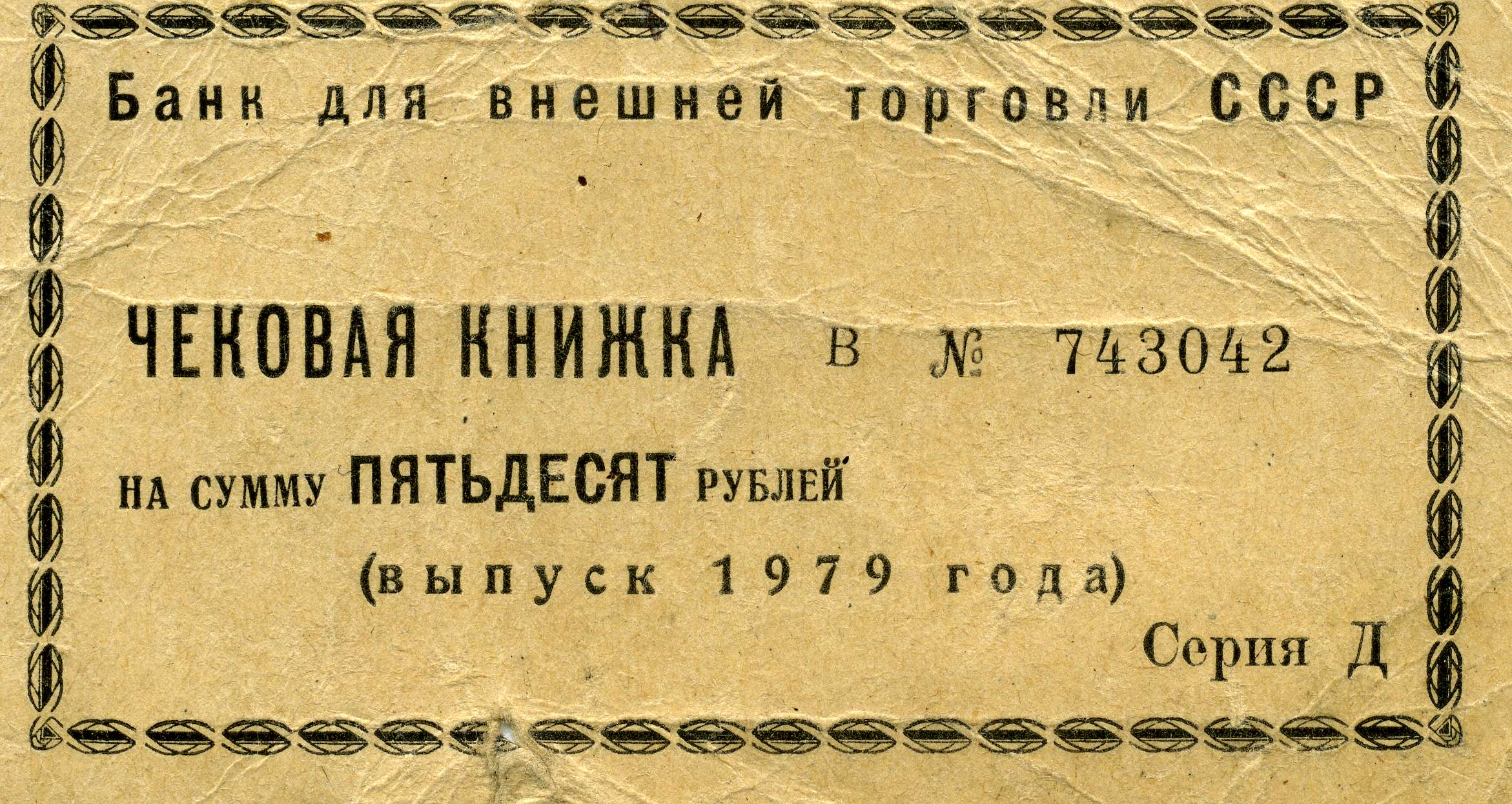
Deckblatt eines Geldscheinblocks von 1979 im Gegenwert von 50 Rubel
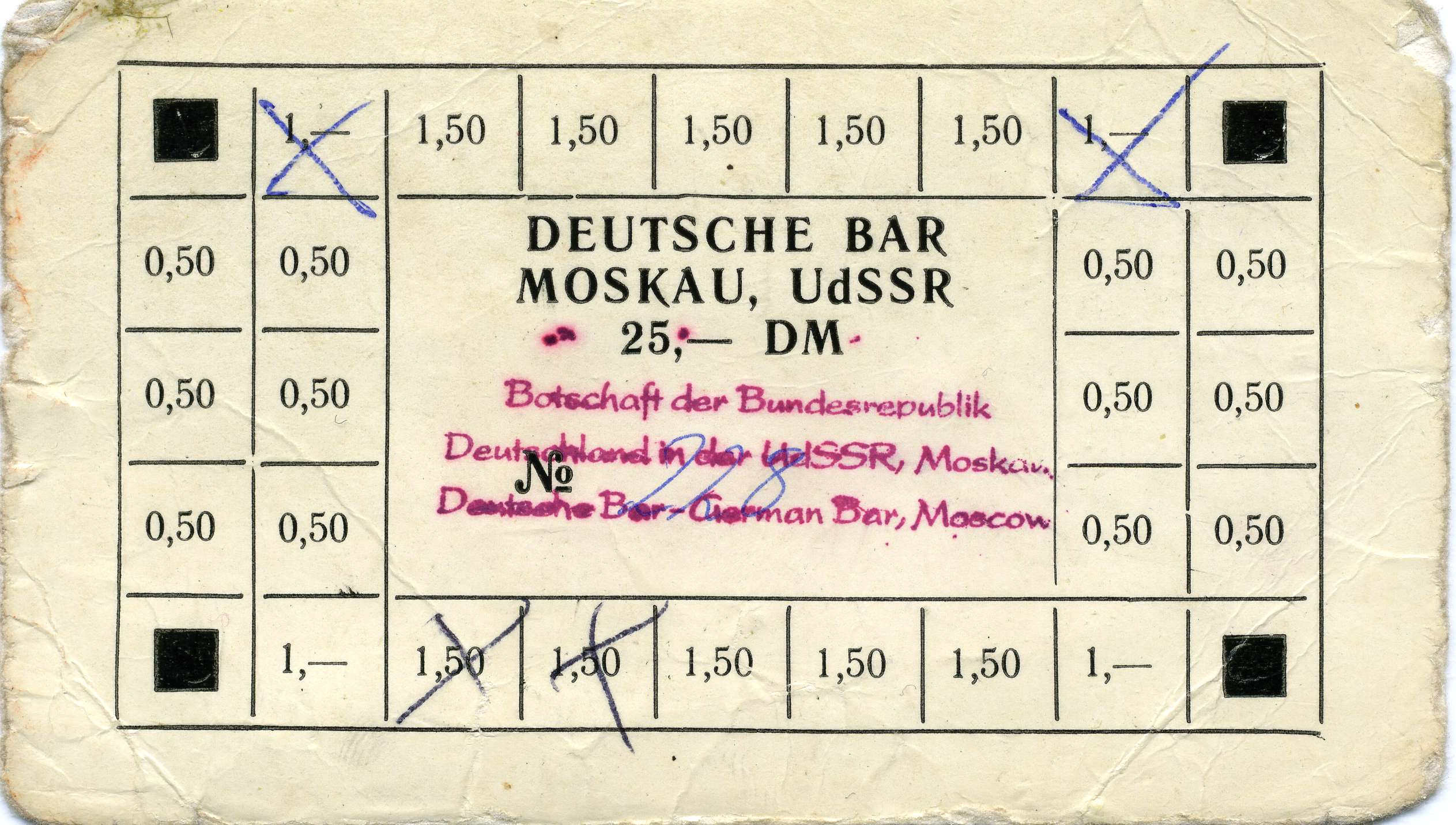
Gutschein von 1979 für die Nutzung in der Bar der deutschen Botschaft Moskau